# 越城岭
越城岭，又称老山界，位于湖南省与广西壮族自治区交界处，成东北-西南走向。有号称的“华南第一峰”猫儿山，在桂林境内。